# Flaithbertach mac Inmainén
Flaithbertach mac Inmainén (mort en 944) était abbé d' Inis Cathaig. Il fut aussi quelque temps roi de Munster, au sud de l'Irlande.

## Cath Belach Mugna
Flaithbertach est mentionné pour la première fois dans les annales irlandaises en 907, lorsqu'il prend part avec le roi de Munster d'alors, Cormac mac Cuilennáin, et les hommes du Munster, à une expédition contre le Connacht et les Uí Néill. Selon la version pro-Munster donnée par les Annales d'Innisfallen, Cormac et Flaithbertach battirent Flann Sinna, le haut-roi de l'époque, et obtinrent ensuite des otages des Uí Néill. Les Annales d'Ulster, nordistes, ne font aucune mention de cette bataille, alors que les tardives Annales des quatre maîtres partagent la version des Annales d'Innisfallen.
En 908, Cormac et Flaithbertach rassemblèrent une armée pour faire campagne contre leurs voisins de l'est, le Leinster, dont le roi Cerball mac Muirecáin était le beau-fils et l'allié fidèle de Flann Sinna. Les Annales fragmentaires d'Irlande, une source compilée au XIe siècle pour Donnchad mac Gilla Pátraic, roi d'Osraige et roi de Leinster, contient un long récit de cette campagne, écrit peut-être par des témoins directs.
Pendant le rassemblement de l'armée du Munster, alors qu'il se déplaçait à cheval dans le camp, Flaithbertach mac Inmainén tomba de sa monture lorsque celle-ci trébucha. Ceci fut pris comme un signe de mauvais augure. Beaucoup des hommes du Munster ne voulaient plus combattre, et cela vint aux oreilles de Cerball mac Muirecáin, qui proposa un règlement négocié. Les hommes du Leinster paieraient un tribut, donneraient des otages, mais ces otages seraient remis à Móenachem abbé de Dísert Díarmata, plutôt qu'aux gens du Munster. Cormac était prêt à accepter cet arrangement, mais  Flaithbertach —Byrne note que des traditions ultérieures firent de Flaithbertach le mauvais génie de Cormac— n'était pas d'accord, et persuada Cormac de se battre, malgré la conviction du roi qu'il serait tué.
Cet épisode et les nouvelles que Flann et les Uí Néill étaient venus au secours de Cerball, provoquèrent des désertions dans l'armée de Cormac, mais celui-ci marcha malgré tout sur le Leinster, rencontrant Cerball et Flann à Bellach Mugna (Bellaghmoon, dans le sud du comté actuel de Kildare). Les Annales fragmentaires disent que « les hommes du Munster vinrent au combat faibles et désorganisés », et qu'ils rompirent rapidement et s'enfuirent. Beaucoup furent tués, dont Cormac qui se brisa le cou en tombant de cheval. Flaithbertach fut capturé.

## Kildare et Cashel
Flaithbertach fut amené à Kildare, où il fut gardé prisonnier jusqu'à la mort de Cerball mac Muirecáin en 909. Les Annales fragmentaires disent que les ecclésiastiques du Leinster, influencés apparemment par l'abbesse de Kildare, Muirenn ingen Suairt, critiquèrent sévèrement Flaithbertach pour son rôle dans la mort de l'exemplaire Cormac: « Les choses effroyables que certains savants du Leinster dirent de Flaithbertach sont trop indignes pour être racontées, et trop peu convenables pour être écrites ».
La royauté du Munster demeura apparemment vacante entre la mort de Cormac en 908 et 914, date à laquelle les Annales d'Innisfallen et les Annales fragmentaires signalèrent l'installation de Flaithbertach comme roi de Munster à Cashel. On a suggéré que les rois religieux —Flaithbertach et Cormac ne furent pas les seuls dans ce cas; un abbé d'Inis Cathaig, Ólchobar mac Flainn, avait été précédemment roi de Munster, tout comme un abbé d'Emly, Ólchobar mac Cináeda— furent généralement des candidats de compromis, choisis lorsque le premier cercle des Eóganachta ne pouvait trouver un candidat satisfaisant dans leurs propres rangs. De tels rois religieux appartenaient souvent à des familles sans importance. Quelques récits firent de Flaithbertach un membre de la branche dominante des Eóganachta de Cashel, le groupe familial qui dirigeait le Munster. Le fait que, selon les Annales fragmentaires, Flaithbertach ait appelé Cormac, qui appartenait à une branche très mineure, « le fils d'un outsider », pourrait étayer cette hypothèse. Toutefois, Byrne affirme que Flaithbertach n'avait aucun lien avec les familles dirigeantes des Eóganachta, puisqu'il était défini comme un membre des Múscraige, un groupe associé aux modestes Déisi Tuisceart.
Peu de choses certaines peuvent être dites du règne de Flaithbertach, une période qui vit l'accroissement de l'activité des Vikings dans le sud-ouest de l'Irlande. À sa mort en 944, il est très peu probable qu'il fût encore roi. On pense qu'il abdiqua en 922, et que Lorcán mac Coinlígáin de la branche des Eóganachta de Cashel lui succéda. Les Annales des quatre maîtres déclarent qu'il partit en pèlerinage. En 923, Flaithbertach fut capturé près de Roscrea par des Vikings de Limerick, mais fut manifestement relâché plus tard.